# L'Étivaz (Vaud)
L'Étivaz est un hameau de montagne situé dans le Pays-d'Enhaut dans la commune de Château-d'Œx, dans le canton de Vaud en Suisse. Les caves d’affinage du fromage AOC L'Etivaz sont notamment installées dans cette localité des Préalpes vaudoises. Le hameau est inscrit à l'inventaire fédéral des sites construits à protéger en Suisse.

## Toponymie
Le nom L'Étivaz est une évolution de plusieurs mentions du village faites à travers les temps. Le village est connu sous le nom de Leytivaz au XVIe siècle qui lui-même est une évolution du nom Leytiva alors en usage au XVe siècle. Ce nom vient du vaudois Léthuà, du latin limes qui veut dire « frontière » ou « limites ». L'écriture avec une apostrophe est donc récente. L'étymologie montre que la lettre L n'est pas un article, mais fait partie intégrante du nom. L'ancien nom allemand de la localité est Lessi.

## Géographie
Localité du Pays-d'Enhaut dans les Préalpes vaudoises, L'Etivaz se situe dans une vallée latérale de la Sarine dans laquelle coule La Torneresse. Le village est traversé par la route principale 11, sur le versant nord de la route des Mosses. En amont de L'Etivaz, la localité précédente est La Lécherette, en aval, la route permet d'atteindre Les Moulins ou Château d'Oex. Le village est accessible par transport public par la ligne de CarPostal 174 Château-d'Œx - Col des Mosses.